# Mario Molli
Mario Molli (Firenze, 1º gennaio 1932 – Firenze, 14 gennaio 2007) è stato uno scenografo e attore cinematografico italiano.

## Carriera
Ha esordito con una piccola parte nel film-commedia Scusi, lei è favorevole o contrario?, interpretando il maggiordomo di Alberto Sordi. La sua carriera cinematografica come attore è cominciata comunque nei film La sciantosa (1971), a fianco di Anna Magnani, e nella serie televisiva La vita di Leonardo da Vinci,sempre del 1971, dove ricopriva il ruolo di Verrocchio. Nel 1989 ha curato le scenografie di due film statunitensi, Il dono del silenzio e Il treno. Ha lavorato per il cinema e per la televisione.Si ricorda in particolare la scenografia eseguita per Le rose di Danzica, diretto da Alberto Bevilaqua. Tornato a Firenze, dopo aver trascorso anni a New York, Londra, Parigi e Roma, ha continuato a dedicarsi alla sua seconda passione, la pittura, alternandola alla lavorazione dei più svariati materiali, dal legno al cartone al cemento, che utilizzava anche per creare i dipinti.

## Filmografia
- Scusi, lei è favorevole o contrario? (1966), regia di Alberto Sordi
- Tre donne: La sciantosa (1971) (Tv), regia di Alfredo Giannetti, (attore - Biagio)
- Terzo canale (1970), regia di Giulio Paradisi, (scenografo e costumista)
- La vita di Leonardo da Vinci (1971) (serie televisiva), regia di Renato Castellani, (attore - Andrea Verrocchio)
- Frankenstein all'italiana (1975), regia di Armando Crispino, (architetto-scenografo)
- Bermude: la fossa maledetta (1978), regia gi Tonino Ricci, (scenografo)
- Il cacciatore di squali (1979), regia di Enzo G. Castellari, (assistente scenografo)
- Le rose di Danzica, regia di Alberto Bevilacqua (1979)
- Racconti di fantascienza (1979), (miniserie televisiva), (scenografo) (9 episodi)
- Alien 2 - Sulla Terra (1980), regia di Ciro Ippolito, (scenografo)
- Incubo sulla città contaminata (1980), regia di Umberto Lenzi, (architetto-scenografo)
- Il dono del silenzio (1989), regia di Robert Martin Carroll, (scenografo)
- Il treno (1989), regia di Jeff Kwitny, (scenografo)
- Giochi pericolosi (2000) (Tv), regia di Alfredo Angeli, (scenografo)

## Televisione
Nel periodo 1996 - 1999 ha partecipato alla rubrica pubblicitaria televisiva Carosello insieme a Gabriel Briand, Susanne Loret, Poldo Bendandi, Leo Gavero e Gino Padelletti pubblicizzando il sapone per lavatrici Dixan della Henkel Italiana.